# Krtský rybník
Krtský rybník je průtočný rybník na Rakovnickém potoku. Byl založen Vilémem z Landštejna koncem 16. stol.[zdroj?]
Nachází se v lese, 3 km jihozápadně od Jesenice u Rakovníka, 1 km jihovýchodně od obce Krty.
Na severovýchodním břehu je malebná skupina roztroušených žulových balvanů, které tvoří dominantu okolí rybníka. Plocha rybníka je cca 7 ha.